# Anne Révah
Anne Révah, née en 1967 à Paris, est un écrivaine française.

## Biographie
Anne Révah est psychiatre.

## Œuvres
- Manhattan, Paris, Éditions Arléa, coll. « 1er mille », 2009, 89 p.  (ISBN 978-2-86959-864-5)[3],[4]
- Pôles magnétiques, Paris, Éditions Arléa, coll. « 1er mille », 2012, 188 p.  (ISBN 978-2-86959-980-2)[5]
- Quitter Venise, Paris, Mercure de France, coll. « bleue », 2014, 130 p.  (ISBN 978-2-7152-3519-9)[2]
- L’Enfant sans visage, Paris, Mercure de France, coll. « bleue », 2015, 156 p.  (ISBN 978-2-7152-4141-1)[6]
- Le pays dont je me souviens, Paris, Mercure de France, coll. « bleue », 2017, 192 p.  (ISBN 978-2-7152-4462-7)
- 2021 L'intime étrangère, Paris, Mercure de France, 2021, 135 p.
- 2022 A ma reine